# СЭЗ Сугд
Свободная экономическая зона «Сугд» (СЭЗ «Сугд») промышленно-инновационного типа была создана в 2009 году решением правительства Таджикистана.
Территория СЭЗ «Сугд» расположена в юго-западной промышленной части г. Худжанда. На этом земельном участке выполнены геологические и геодезические изыскания, проведены проектные работы. Общая площадь СЭЗ — 320 гектар. В этой части территории города есть возможность в будущем расширить территорию СЭЗ до 2000 гектаров за счёт свободных земельных площадей.
Выбор места расположения СЭЗ «Сугд» был обусловлен наличием промышленной и коммуникационной инфраструктуры в этой зоне, относительно близким расположением жилых массивов г. Худжанда, наличием нового моста через реку Сыр-Дарью, и в перспективе строительством ветки железнодорожной магистрали до СЭЗ «Сугд».
Одним из важнейших критериев при выборе площадки для начала бизнеса служит географическое положение. СЭЗ «Сугд» представляет собой выгодную площадку для тех предприятий, которые работают на экспорт. Развитая транспортная сеть г. Худжанда предоставляет широкие возможности для вывоза продукции и торговли со странами Ближнего и Дальнего зарубежья.

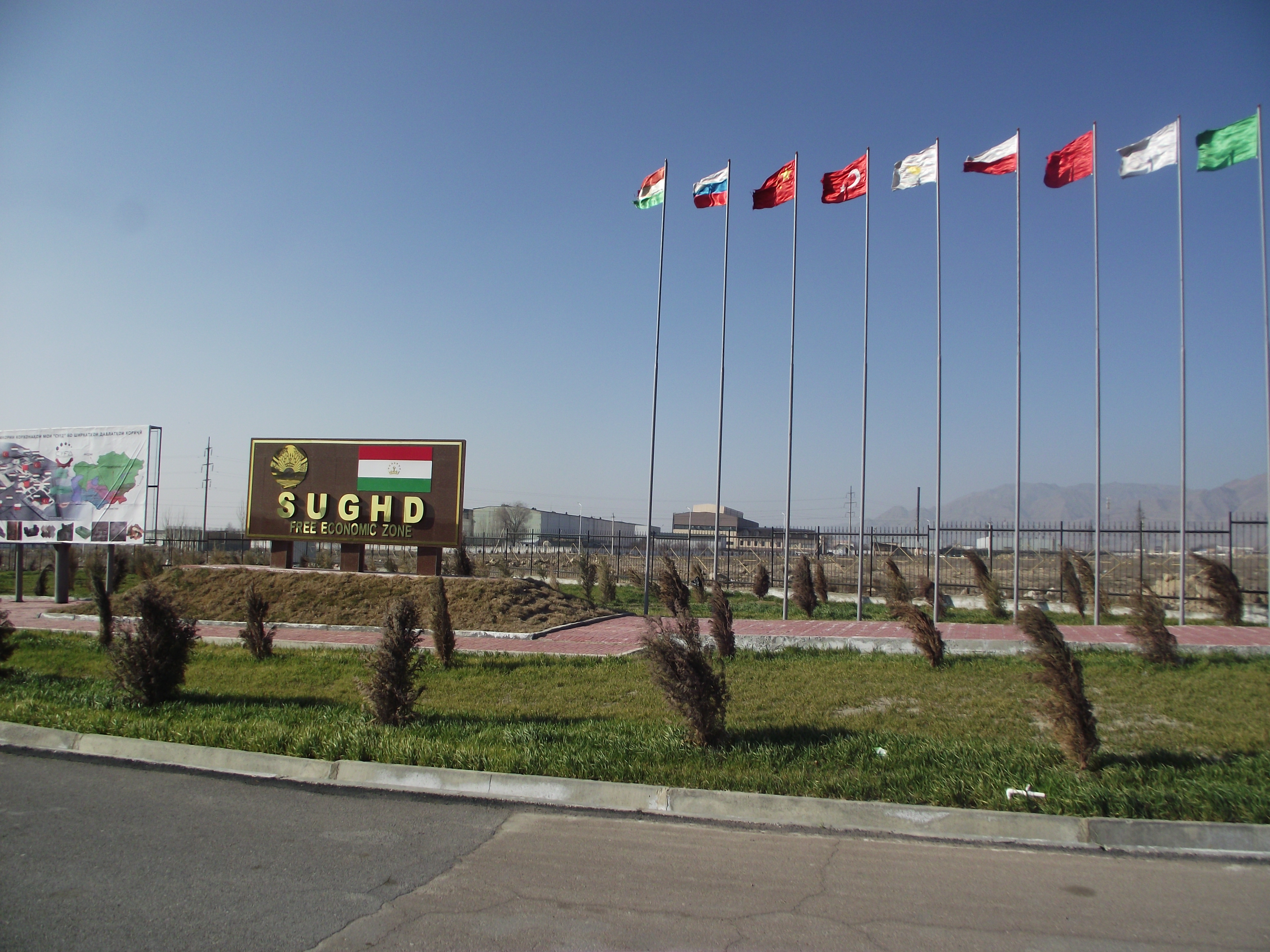

## Транспорт и логистика
- Граница с Узбекистаном составляет 70 км, граница с Кыргызстаном — 15 км.
- Новая транзитная международная автомагистраль «Душанбе-Худжанд-Чанак» непосредственно проходит рядом с центральным въездом в СЭЗ.
- Ближайшая железнодорожная станция «Худжанд» и международный аэропорт «Худжанд» находятся в 18 км от СЭЗ «Сугд».
- Разрабатывается проект строительства железнодорожной ветки ст. СЭЗ «Сугд» — ст. Спитамен протяжённостью 22 км.

## Хронология развития
Решение о создании СЭЗ «Сугд» принято 2 мая 2008 года.
Положение Свободной экономической зоны «Сугд» утверждено Парламентом 29 октября 2008 года.
Администрация начала функционировать 18 августа 2009 года и год спустя 18 августа 2010 года первые субъекты прошли регистрацию. С 2011 и в последующие годы церемония открытия крупных предприятий СЭЗ «Сугд» проходила с участием Президента Таджикистана Эмомали Рахмона.

## Цели и задачи СЭЗ «Сугд»
Целью деятельности СЭЗ «Сугд» является создание благоприятных условий для местных и иностранных инвесторов с целью реализации инвестиционных проектов в области промышленного-инновационного производства.
Общеэкономическая цель и задача СЭЗ «Сугд» — привлечение иностранных и отечественные инвестиций, современную технику и технологию, управленческий опыт, снижение издержек производства, максимальное использование свободных трудовых и природных ресурсов и стимулирование роста экономического потенциала Таджикистана.
СЭЗ «Сугд» также призвана вовлечь экономику Согдийской области и Таджикистана в международное разделение труда, развить торговлю с зарубежными странами, и стимулировать производство конкурентоспособной продукции на внутреннем и внешних рынках.
Социальной целью создания СЭЗ «Сугд» является создание новых рабочих мест, повышение уровня жизни и покупательской способности населения для обеспечения устойчивого развития региона.
На территории СЭЗ «Сугд» также предвидеться создание современной инженерно-транспортной, телекоммуникационной и производственной инфраструктуры уровня международных стандартов, внедрение в производство отечественных научно-технических разработок и изобретений, организация сети экологически чистых производств для охраны окружающей среды.

## Преимущества СЭЗ «Сугд»
В дополнение к выгодному географическому месторасположению, привлекательным инвестиционным фактором являются налоговые и таможенные льготы, предоставляемые субъектам СЭЗ.
На территории СЭЗ «Сугд» предпринимательская деятельность субъектов, независимо от форм собственности, освобождается от уплаты 8 видов налогов из 10, предусмотренных Налоговым кодексом Республики Таджикистан. Субъекты СЭЗ исполняют роль налоговых агентов по удержанию и выплате в бюджет социального налога (25 % от Фонда оплаты труда) и налога на доходы физических лиц (от 8 до 13 %) для работников субъектов СЭЗ налогоплательщиков Таджикистана.
Прибыль, полученная иностранными инвесторами и заработная плата иностранных работников, полученная в иностранной валюте, может беспрепятственно перевозиться ими за границу и при вывозе за границу налогами не облагается.
Свободная экономическая зона «Сугд» является частью таможенной территории Республики Таджикистан. Товары, помещённые на территории СЭЗ «Сугд», рассматриваются как находящиеся вне таможенной территории Республики Таджикистан, что позволяет ввозить товары из-за рубежа без уплаты импортной пошлины и НДС.
Ввоз на территорию СЭЗ иностранных и отечественных товаров, производственного и строительного оборудования осуществляется без взимания таможенных пошлин и налогов.
При вывозе товаров с территории СЭЗ за пределы Республики Таджикистан не взимаются налоги и таможенные пошлины, за исключением сборов за таможенное оформление, и не применяются запреты и ограничения экономического характера.

## Субъекты СЭЗ «Сугд»
Статус субъекта может получить как таджикская, так и иностранная компания, специализирующаяся на промышленном инновационном производстве товаров, экспортно-импортной деятельности либо предоставлении различного вида услуг. Минимальный порог инвестиций производственной деятельности составляет 500 тысяч долларов США, экспортно-импортной деятельности — 50 тысяч долларов США, предоставления услуг — 10 тысяч долларов США.
Приоритетным видом деятельности в СЭЗ «Сугд» является та деятельность, которая не представлена на территории республики Таджикистан, либо мало представлена.
По состоянию на 1 апреля 2018 года в качестве субъектов зарегистрировано 24 компании. 10 компаний введены в эксплуатацию, остальные находятся на стадии строительства или проекта.

### Действующие предприятия
1. Таджикско-турецкое совместное предприятие «Таджпроф» — завод по производству алюминиевых профилей марки Lega. Торжественное открытие предприятия состоялось в июне 2013 года с участием Президента Таджикистана Эмомали Рахмона[2].
2. ООО «Стар Пласт» — завод по производству полиэтиленовых, полипропиленовых труб и пластиковой тары различного применения. Основан в 2010 году.
3. ООО «Реал» — завод по производству полиэтиленовых труб и электрических кабелей.
4. Таджикско-турецкое совместное предприятие «Силкоат бойя» — завод по производству лакокрасочной продукции. Основан в мае 2011 года. Турецкие инвестиции принадлежат «Çolakoğlu Group»[3]
5. ООО «Равзана Пластик» — завод по производству оконных и дверных профилей из ПВХ отечественной марки Manzil . Торжественное открытие предприятия состоялось в 2012 году[4].
6. Деревообрабатывающее предприятие «Арча» при ООО ДП «Фортуна-Ко» — завод по производству деревянных дверей, окон, погонажных изделий, фурнитуры, беседок, различных частей интерьера. Предприятие входит в Ассоциацию отечественных деревопереработчиков «Кедр». Торжественное открытие предприятия состоялось в октябре 2015 года[5].
7. Строительное управление № 1 Худжандсоз предоставляет услуги в сфере строительства.
8. Негосударственное образовательное учреждение «Технический колледж г. Худжанда». Колледж был образован в 2014 году и предоставляет образовательные услуги по техническим дисциплинам[6]
9. ООО «Таджикполиэтилен» — предприятие по производству полиэтиленовых пакетов. Основано в 2016 году.
10. ООО «Джахони Нав ММ» — предприятие по производству лакокрасочной продукции. Основано в 2015 году.
11. ЧСК "Ариана Металл Пласт" Основано в 2018 году.